# Líbia nos Jogos Olímpicos de Verão de 2004
A Líbia competiu nos Jogos Olímpicos de Verão de 2004, em Atenas, na Grécia.